# Московкино
Московкино — деревня в городском округе Шаховская Московской области России.

## Название
Первоначально — деревня Масковкина, затем двойное написание Московкино (Московина).

## География
Расположена примерно в 7 км к северо-западу от районного центра — посёлка городского типа Шаховская, у истоков реки Дёржи, впадающей в Волгу, и небольшой реки Семёновской (бассейн Иваньковского водохранилища). Соседние населённые пункты — посёлок Ядровского лесничества, деревни Ядрово, Городково и Княжьи Горы.
В деревне имеются Земляничная и Соловьиная улицы.

## История
В 1769 году Масковкина — деревня Хованского стана Волоколамского уезда Московской губернии, владение подпоручика Ивана Николаевича Стрешнева, в споре с титулярным советником Сергеем Павловичем Зориным. В деревне 30 душ, к ней относилось 32 десятины 1325 саженей пашни и 40 десятин 1203 сажени леса.
В середине XIX века деревня Московкино относилась ко 2-му стану Волоколамского уезда Московской губернии и принадлежала князю Михаилу Николаевичу Голицыну. В деревне было крестьян 49 душ мужского пола и 46 душ женского.
В «Списке населённых мест» 1862 года Московкино (Московина) — владельческая деревня 1-го стана Волоколамского уезда Московской губернии по правую сторону Московского тракта (от границы Зубцовского уезда на город Волоколамск), в 29 верстах от уездного города, при безымянном ручье, с 12 дворами и 97 жителями (45 мужчин, 52 женщины).
По данным на 1890 год деревня Московкино входила в состав Муриковской волости, число душ мужского пола составляло 42 человека.
По материалам Всесоюзной переписи населения 1926 года — деревня Ядровского сельсовета Судисловской волости, проживало 83 человека (33 мужчины, 50 женщин), насчитывалось 15 крестьянских хозяйств.
С 1929 года — населённый пункт в составе Шаховского района Московской области.
1994—2006 гг. — деревня Судисловского сельского округа Шаховского района.
2006—2015 гг. — деревня сельского поселения Раменское Шаховского района.
2015 — н. в. — деревня городского округа Шаховская Московской области.

## Население
| 1852 | 1859 | 1926 | 2002 | 2006 | 2010 |
| ---- | ---- | ---- | ---- | ---- | ---- |
| 95   | ↗97  | ↘83  | ↘1   | ↗3   | ↘0   |

## Инфраструктура
Личное подсобное хозяйство с зоной сельскохозяйственного использования, индивидуальная застройка усадебного типа.
В 1913 году — 10 дворов.

## Транспорт
Деревня доступна автотранспортом.